# São Paulo
São Paulo (IPA: ['sãu̯ 'pau̯lu] kiejtéseⓘ) Brazília legnépesebb, közel 12 millió lakosú városa, São Paulo szövetségi állam székhelye. Brazília délkeleti részén, a Tiête-, a Pinheiros- és a Tamanduatei-folyó medencéjében, a tengerparttól 60 km-re, tengerszint fölött 800 m-en fekszik a Baktérítő szélességén. A januári középhőmérséklet 23,6 °C, a júliusi 16 °C, az évi átlagos csapadék 1740 mm.
São Paulo a déli félgömb és az amerikai kontinens legnépesebb városa, a világ legnagyobb olyan városa, ahol a portugál a hivatalos nyelv. A város és az azt körbevevő São Paulo állam az ország legnépesebb és a legnagyobb jövedelemmel rendelkező szövetségi állama.
A város nagyvárosi övezete, a Nagy São Paulo (Grande São Paulo) Brazília legnagyobb ilyen övezete, 23,5 millió lakosa van. A konurbációs folyamatoknak köszönhetően ma már egy másik övezetről, a São Pauló-i Makrómetropoliszról is szokás beszélni. Ez a városhalmaz a világ egyik legnépesebb nagyvárosi övezete.
A város olyan nemzetközi eseményeknek ad otthont, mint a São Paulo Jazz Festival, São Paulo Biennial, Formula–1 brazil nagydíj, São Paulo Divathét. Ez utóbbi népszerűségét és fontosságát tekintve a világ ötödik legnagyobb divathete. Idetartozik még a ATP Brasil Open tenisztorna, Brasil Game Show, Comic Con Experience. Külön jelentőséggel bír a São Paulo Gay Pride Parade melegfelvonulás, amely a világ második legnagyobb LMBTQ eseménye, csak a New York Pride March előzi meg.
São Paulo a kultúrák olvasztótégelye: jelentős arab, olasz, japán és portugál diaszpórával rendelkezik, hagyományosan olasz negyed a Mercado és Brixiga, valamint japán a Liberdade-negyed. Ezek mellett a városnak jelentős számú zsidó közössége is van, körülbelül 75 ezer fővel. Emellett mintegy 200 nemzet tagjai vannak a város lakói között. Legnépszerűbb parkja az Ibirapuera Park.

## Története
A város a jezsuiták által 1554. január 25-én alapított missziós iskola körül alakult ki. A 17. század elején kezdődött aranyláz számos bevándorlót vonzott ide. A kávéültetvények révén a 19. század elejére az ország egyik legfontosabb kereskedelmi központja lett. Fokozatosan Brazília és egész Dél-Amerika legnagyobb metropoliszává nőtt, amit sokoldalú iparának és szaporodó közintézményeinek (bankok, egyetemek) köszönhet. A város gyors növekedését a decentralizációs tervek sem állították meg.

## Képek

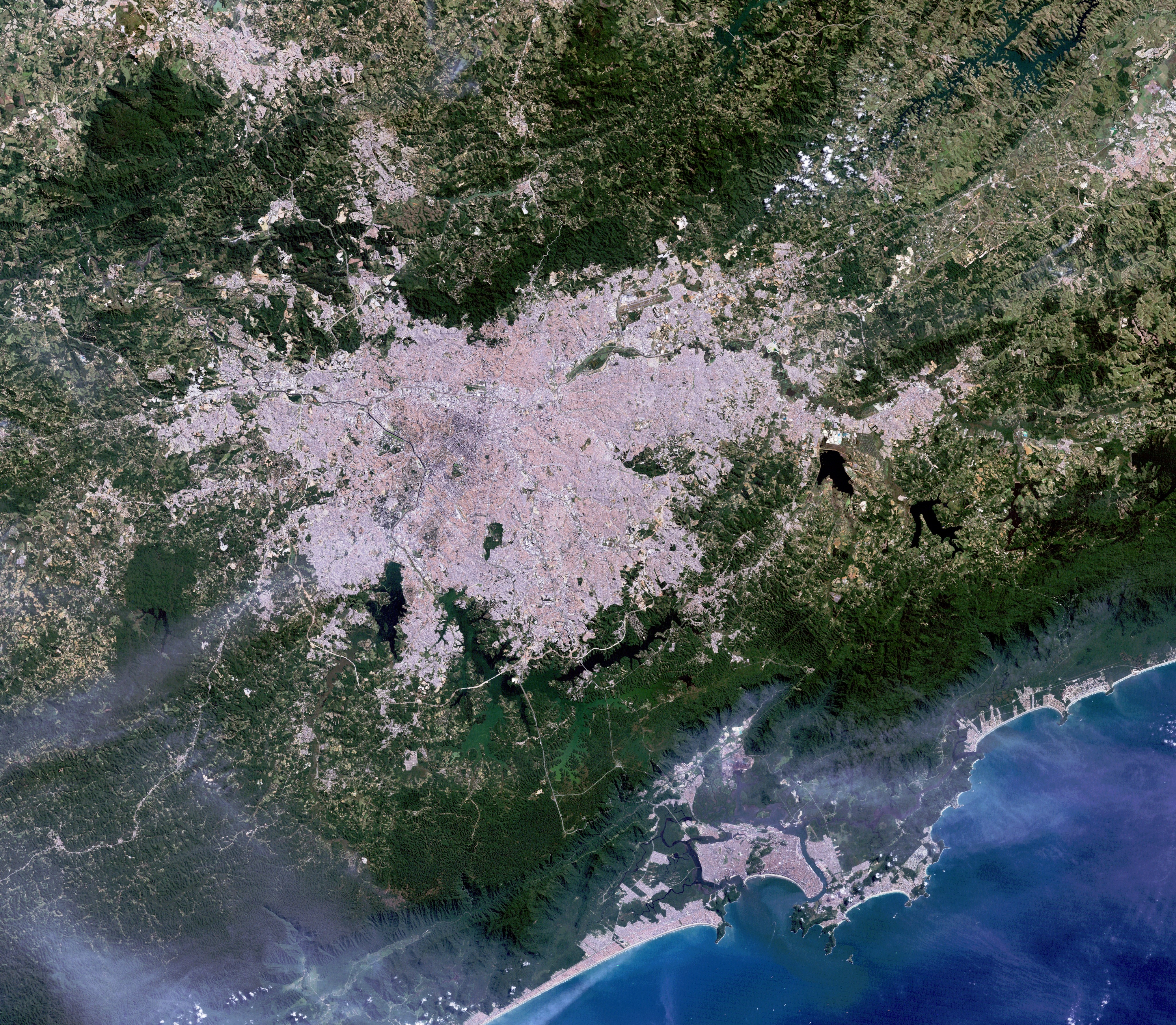
Nagy São Paulo műholdképe (Landsat, 2001). A délkeleti sarokban Santos, São Paulo kikötője
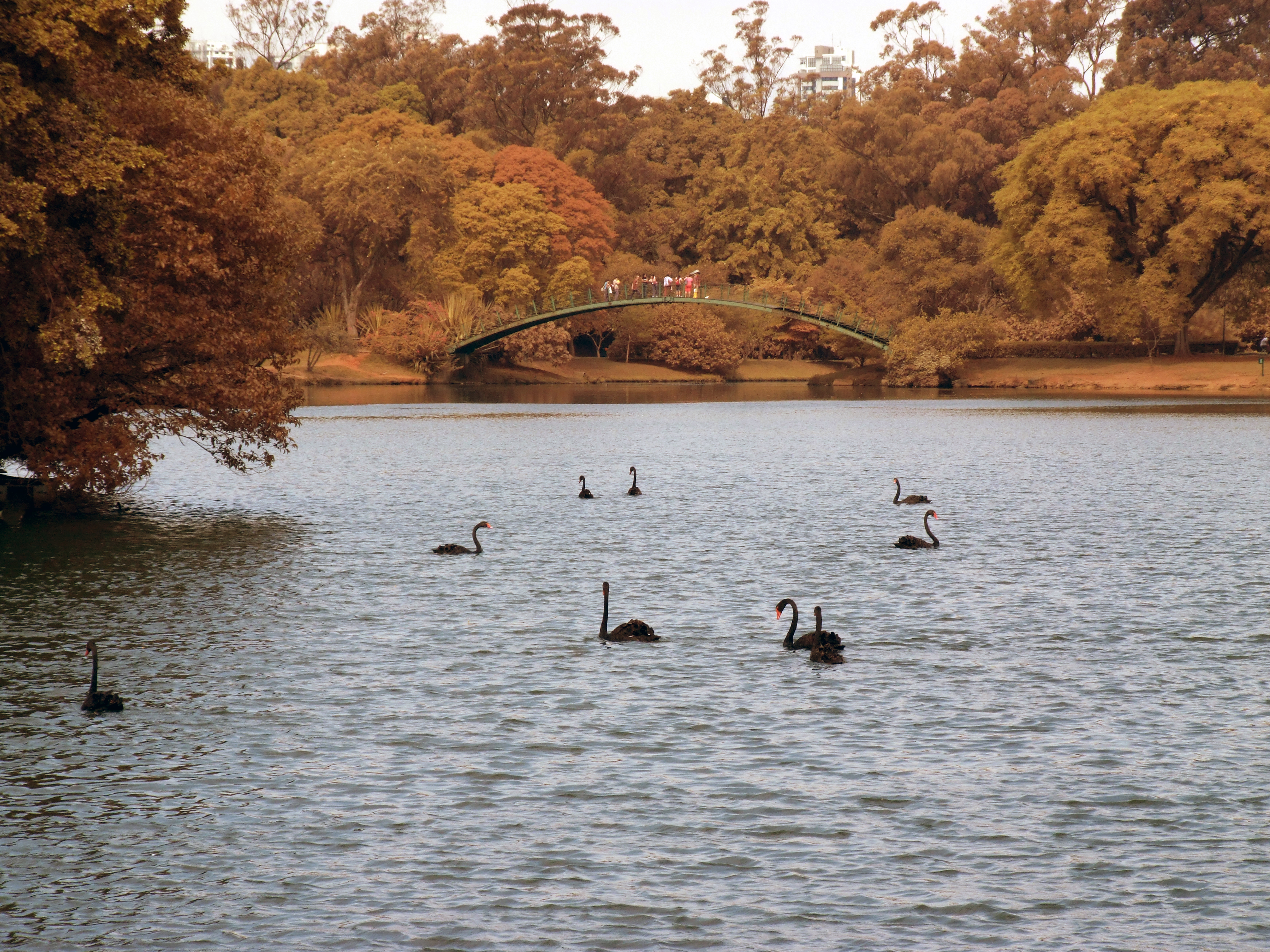
Fekete hattyúk az Ibirapuera Parkban

## Népessége
A város népességének változása
| Lakosok száma | 31 385 | 239 820 | 1 326 261 | 5 924 615 | 9 646 185 | 10 434 252 | 11 253 503 | 11 967 825 | 12 325 232 | 11 451 999 |
|               | 1872   | 1900    | 1940      | 1970      | 1991      | 2000       | 2010       | 2015       | 2020       | 2022       |

Agglomeráció
Az ENSZ 2016-os becslése alapján az agglomeráció lakossága 2030-ban 27 706 000 fő lehet.
| Év   | Lakosság (ezer fő) | Évi változás (%) |
| ---- | ------------------ | ---------------- |
| 1554 | (alapítás)         |                  |
| 1836 | 12                 |                  |
| 1874 | 23                 | 1,7              |
| 1886 | 44                 | 5,6              |
| 1900 | 240                | 12,9             |
| 1920 | 579                | 4,5              |
| 1940 | 1311               | 4,1              |
| 1950 | 2155               | 5,1              |
| 1960 | 3709               | 5,5              |
| 1970 | 7300               | 7                |
| 1977 | 10 273             | 5                |
| 1991 | 15 444             | 3                |
| 2000 | 17 834             | 1,8              |

## Éghajlat
| Hónap                                                       | Jan. | Feb. | Már. | Ápr. | Máj. | Jún. | Júl. | Aug. | Szep. | Okt. | Nov. | Dec. | Év   |
| ----------------------------------------------------------- | ---- | ---- | ---- | ---- | ---- | ---- | ---- | ---- | ----- | ---- | ---- | ---- | ---- |
| Átlagos max. hőmérséklet (°C)                               | 27,0 | 27,8 | 27,3 | 24,9 | 23,0 | 22,0 | 22,0 | 23,7 | 24,5  | 24,7 | 25,7 | 26,3 | 24,9 |
| Átlagos min. hőmérséklet (°C)                               | 16,6 | 16,9 | 16,3 | 14,1 | 11,7 | 10,5 | 9,7  | 10,9 | 12,4  | 13,7 | 14,6 | 16,0 | 13,6 |
| Átl. csapadékmennyiség (mm)                                 | 246  | 244  | 159  | 76   | 60   | 59   | 53   | 40   | 76    | 163  | 196  | 221  | 1591 |
| Forrás: Brazilian National Institute of Meteorology (INMET) |      |      |      |      |      |      |      |      |       |      |      |      |      |

| Hónap                                                                   | Jan. | Feb. | Már. | Ápr. | Máj. | Jún. | Júl. | Aug. | Szep. | Okt. | Nov. | Dec. | Év   |
| ----------------------------------------------------------------------- | ---- | ---- | ---- | ---- | ---- | ---- | ---- | ---- | ----- | ---- | ---- | ---- | ---- |
| Rekord max. hőmérséklet (°C)                                            | 34,2 | 34,7 | 33,5 | 31,4 | 29,7 | 28,6 | 30,3 | 33,0 | 35,2  | 35,5 | 36,3 | 34,9 | 36,3 |
| Átlagos max. hőmérséklet (°C)                                           | 28,6 | 29,0 | 27,2 | 25,1 | 23,0 | 21,8 | 21,8 | 23,3 | 23,9  | 24,8 | 25,9 | 26,3 | 25,0 |
| Átlagos min. hőmérséklet (°C)                                           | 19,7 | 20,2 | 18,2 | 16,3 | 13,8 | 12,4 | 11,7 | 12,8 | 13,9  | 15,3 | 16,6 | 17,7 | 15,7 |
| Rekord min. hőmérséklet (°C)                                            | 11,9 | 12,4 | 12,0 | 8,8  | 5,7  | 4,2  | 0,8  | 3,4  | 7,5   | 8,0  | 9,2  | 10,3 | 0,8  |
| Átl. csapadékmennyiség (mm)                                             | 237  | 222  | 161  | 73   | 71   | 50   | 44   | 40   | 71    | 127  | 146  | 201  | 1441 |
| Havi napsütéses órák száma                                              | 171  | 162  | 167  | 166  | 182  | 173  | 187  | 175  | 153   | 154  | 163  | 151  | 2003 |
| Forrás: Brazil Nemzeti Meteorológiai Intézet National Institute (INMET) |      |      |      |      |      |      |      |      |       |      |      |      |      |

Köppen osztályozása szerint São Paulónak nedves szubtrópusi éghajlata (Cfa) van. A nyári legalacsonyabb átlaghőmérséklet 19 °C , a legmagasabb 28 °C. Nyárnak a január és március közötti időszak tekinthető. A téli átlaghőmérséklet 12 és 22 °C között van. Télnek itt a június és augusztus közötti időszak számít.
A városban a legmagasabb hőmérsékletet 2014. október 17-én mérték, 37 °C-ot, a leghidegebb pedig 1918. június 25-én -3,2 °C volt.
A legcsapadékosabb hónapoknak a január és február számít. Ezekben a hónapokban gyakoriak a heves esőzések is.

## Városszerkezet[5]
| São Paulo felosztása      |               |                 |                            |
| Név                       | terület (km²) | lakosság (2010) | népsűrűség (fő/km²) (2010) |
| Aricanduva                | 21,5          | 266 838         | 12 411                     |
| Butantã                   | 56,1          | 377 576         | 6730                       |
| Campo Limpo               | 98,8          | 505 969         | 5121                       |
| Casa Verde/Cachoeirinha   | 26,7          | 313 323         | 11 735                     |
| Cidade Ademar             | 30,7          | 370 797         | 12 078                     |
| Cidade Tiradentes         | 15,0          | 190 657         | 12 710                     |
| Ermelino Matarazzo        | 15,1          | 204 951         | 13 573                     |
| Freguesia/Brasilândia     | 31,5          | 392 251         | 12 452                     |
| Guaianases                | 17,8          | 256 319         | 14 400                     |
| Ipiranga                  | 37,5          | 429 235         | 11 446                     |
| Itaim Paulista            | 21,7          | 359 215         | 16 554                     |
| Itaquera                  | 54,3          | 489 502         | 9015                       |
| Jabaquara                 | 14,1          | 214 095         | 15 184                     |
| Lapa                      | 40,1          | 270 656         | 6750                       |
| M'Boi Mirim               | 62,1          | 484 966         | 7809                       |
| Moóca                     | 35,2          | 308 161         | 8755                       |
| Parelheiros               | 353,5         | 111 240         | 315                        |
| Penha                     | 42,8          | 475 879         | 11 119                     |
| Perus                     | 57,2          | 109 116         | 1908                       |
| Pinheiros                 | 31,7          | 272 574         | 8599                       |
| Pirituba                  | 54,7          | 390 530         | 7139                       |
| Santana/Tucuruvi          | 34,7          | 327 135         | 9428                       |
| Santo Amaro               | 37,5          | 218 558         | 5828                       |
| São Mateus                | 45,8          | 381 718         | 8334                       |
| São Miguel                | 24,3          | 378 438         | 15 574                     |
| Sé                        | 26,2          | 373 914         | 14 272                     |
| Socorro                   | 134,2         | 563 922         | 4202                       |
| Tremembé/Jaçanã           | 61,1          | 255 612         | 4184                       |
| Vila Maria/Vila Guilherme | 26,4          | 304 393         | 11 530                     |
| Vila Mariana              | 26,5          | 313 036         | 11 813                     |
| Vila Prudente/Sapopemba   | 33,3          | 523 676         | 15 726                     |
| Összesen                  | 1568,1        | 10 434 252      | 6652                       |

## Gazdaság
São Paulo Dél-Amerika vezető kereskedelmi és ipari központja, az egyik legdinamikusabban fejlődő város. 34 000 ipari üzeme az ország ipari termelésének 40%-át állítja elő. Itt összpontosul a gép-, textil-, vegy- és gyógyszeripar fele, a gumiipar és a villamos berendezések előállításának közel háromnegyede. A fém-, a bútor- és az élelmiszeripar is jelentős. Ipari üzemei nagyrészt az ABC-városok néven ismert elővárosaiba települtek: Santo André, São Bernardo do Campo és São Caetano do Sul.

## Közlekedés

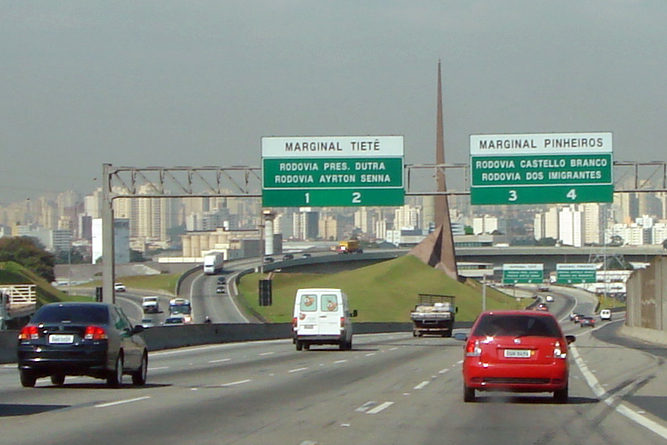
Autópálya a város mellett

São Paulo forgalmas vasúti és közúti csomópont. A legfontosabb, az északi és déli országrészeket összekötő autópályák nagy része a városon keresztül, a Tietê és Pinheiros folyók két partján futnak, később több irányban elágazva az ország számos pontja felé vezetnek. Ezek közül a legfontosabbak a Rodovia Presidente Dutra, Rodovia Ayrton Senna és Rodovia Castelo Branco, Rodovia dos Bandeirantes, Rodovia Fernão Dias, Rodovia Anhangüera, Rodovia Uberaba, Rodovia Raposo Tavares, Rodovia Imigrante, Rodovia Anchieta. Két nemzetközi repülőtere van: Congonhas és Guarulhos, utóbbi a városiak körében Cumbica néven közismert. Fő kikötője Santos, amellyel függővasút is összeköti.

### Tömegközlekedés

#### Buszok
A 900 São Pauló-i buszjáraton 17 ezer busz üzemel, illetve 290 trolibusz (2009-es adat). A város legnagyobb buszpályaudvara a Tietê Busz Terminál, a világ egyik legnagyobb buszpályaudvara, ami naponta 90 ezer utast fogad. Ide helyközi és távolsági buszok jönnek, Amazonas, Roraima és Amapá államok kivételével az ország minden részéből.
Palmeiras-Barra Funda Intermodal Terminal, a város egyik legfontosabb intermodális csomópontja, ahol a metróra illetve a CPTM elővárosi vasútra is közvetlen átszállás biztosított.

### Metró és elővárosi vasút
A São Pauló-i metrónak 6 metróvonala van, ebbe beletartozik a Linha 5 egysínű vasút és a Linha 15 vonal. A metróhálózat hat vonalból áll, 101 km hosszú és 89 állomással rendelkezik. 2014-ben Dél-Amerika legjobb metróhálózatának választották, a São Pauló-i hálózatot.
Elővárosi vasúthálózatát a CPTM (Companhia Paulista de Trens Metropolitanos, magyarul: São Pauló-i Városi Vonatok) társaság üzemelteti. Hét vonallal rendelkezik, amivel napi hárommillió utast szolgálnak ki összesen. A 13-as vonal közvetlen összeköttetést biztosít a São Paulo-Guarulhos nemzetközi repülőtérrel. A hálózat legfontosabb csomópontja a Brás állomás, ahol öt vonalra lehet átszállni.

### Légi forgalom
A város legfontosabb repülőtere a São Paulo-Guarulhos nemzetközi repülőtér, amely fontos nemzetközi repülőtér és átszálló repülőtérként üzemel. A városközponttól 25 km-re található északkeleti irányban. Naponta mintegy 110 ezer utasa van. 36 országba mennek innen közvetlen járatok. 370 légitársaság üzemel, ami 53 ezer munkahelyet jelent. Évente 42 millió utas fordul meg rajta.
A másik fontos repülőtér a São Paulo–Congonhas repülőtér, amely belföldi és regionális járatokat fogad. A legtöbb járat Rio de Janeiróba, Porto Alegrebe, Belo Horizonteba és Brazilíavárosba megy.

## Média
- A legnagyobb televízióadók a „Globo” és a „Record”. 2009 óta már ott is csak digitálisan fogható az észak-amerikai ABC, NBC és CBS. A lakosság 90%-ának van televíziója.
- Rádióadók: Rádio CBN (Central Brasileira de Noticias), Jovem Pan, Radiobrás, Rádio Eldorado, Nove de Julho és Rádio Católica.

## Kultúra

A városi színház

### Színház
- „Teatro Municipal” városi színházat 1903-ban építették a párizsi Opéra Garnier  mintájára.

### Múzeumok
- Museu de Arte de São Paulo: Művészetek múzeuma. Dél-amerikai művészek kiállítása

## Sport
Labdarúgócsapatok:
- São Paulo FC
- Palmeiras
- Corinthians
- Portuguesa

A város otthont ad a Formula–1 brazil nagydíjnak.

## Híres szülöttei
- Bianca Rinaldi (1974–) színésznő
- Lucélia Santos színésznő (1957–)

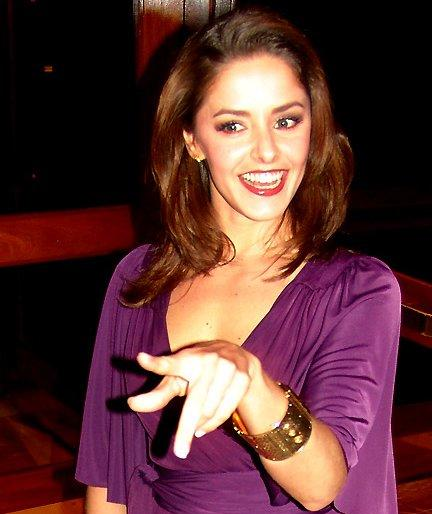
Bianca Rinaldi

- Ana Paula Arósio (1975–) modell és színésznő
- Ayrton Senna (1960–1994) háromszoros Formula–1-es világbajnok
- Bruno Senna (1983–) Formula–1-es versenyző
- Felipe Massa (1981–) Formula–1-es versenyző
- Neymar da Silva Santos Júnior (1992–) labdarúgó
- Ana Carolina da Fonseca amerikai-brazil színész, modell (1978–)
- Itt hunyt el Anatol Rosenfeld (1912–1973) zsidó–brazil–német újságíró, író, filozófus, irodalomkritikus, egyetemi oktató

## Testvértelepülések
| - Abidjan, Elefántcsontpart (1981) - Alta Floresta, Brazília (1995) - Ammán, Jordánia (1997) - San Cristóbal de La Laguna, Spanyolország (1990) - Santiago de Compostela, Spanyolország (2000) - Barcelona, Spanyolország - Córdoba, Spanyolország (2001) - Párkány, Szlovákia (2000) - Lima, Peru - Kolozsvár, Románia (2000) - Luanda, Angola (1993) | - Funchal, Portugália (1998) - Góis, Portugália (2000) - Leiria, Portugália (1996) - Lisszabon, Portugália (1995) - Coimbra, Portugália (1996) - Havanna, Kuba (1997) - La Paz, Bolívia (1999) - La Plata, Argentína (1988) - Buenos Aires, Argentína (1999) - Mendoza, Argentína (1998) - Milánó, Olaszország (1962) - Miami, USA (1988) - Damaszkusz, Szíria (1999) - Jereván, Örményország (1999) | - Montevideo, Uruguay (2001) - Asunción, Paraguay (1998) - Bamako, Mali (2000) - Naha, Japán (1998) - Oszaka, Japán (1985) - Santiago de Chile, Chile (1998) - Presidente Franco, Paraguay (1994) - San José, Costa Rica - Szöul, Dél-Korea (1997) - Peking, Kína (1999) - Sanghaj, Kína (1988) - Makaó, Kína (1999) - Tel-Aviv, Izrael (2004) - Toronto, Kanada (1999) |